# Agustín Cano
Agustín Cano Lotero (La Estrella, 8 de junio de 2001) es un futbolista colombiano. Juega de centrocampista y su equipo actual es el Cúcuta Deportivo de la Categoría Primera B de Colombia.

## Clubes
| Club              | País     | Año           |
| ----------------- | -------- | ------------- |
| Atlético Nacional | Colombia | 2020-2024     |
| Cúcuta Deportivo  | Colombia | 2024-presente |

## Palmarés

### Torneos nacionales
| Título          | Club              | País     | Año  |
| --------------- | ----------------- | -------- | ---- |
| Copa Colombia   | Atlético Nacional | Colombia | 2021 |
| Torneo Apertura | Atlético Nacional | Colombia | 2022 |